# William Le Baron Jenney

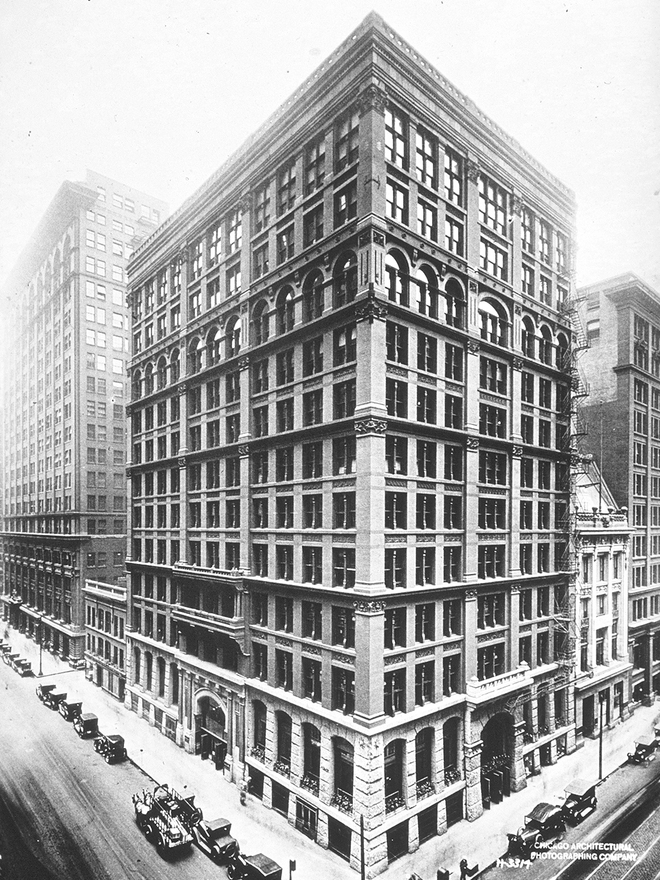
W. Jenney: The Home Insurance Building w Chicago

William Le Baron Jenney (ur. 25 września 1832 w Fairhaven, zm. 15 czerwca 1907 w Los Angeles) – amerykański architekt oraz inżynier specjalizujący się w inżynierii wojskowej. Przedstawiciel tzw. szkoły chicagowskiej w architekturze. Projektował głównie budynki użyteczności publicznej. Jednym z najbardziej znanych jego projektów jest Home Life Insurance Building w Chicago, powstały w latach 1884–1885, będący pierwszym nowoczesnym wieżowcem. Jenney jest nazywany ojcem amerykańskich wieżowców.

## Kariera i życie prywatne
William Le Baron Jenney urodził się 25 września 1832 w Fairhaven w rodzinie nowoangielskiego armatora. Jenney studiował najpierw inżynierię w Lawrence Scientific School of Harvard University, a następnie architekturę i inżynierię w École Centrale Paris w Paryżu. 
Po powrocie do Stanów Zjednoczonych brał udział w wojnie secesyjnej po stronie Armii Unii. Projektował fortyfikacje dla generałów Williama Shermana (m.in. pod Corinth, Shiloh i Vicksburgiem) i Ulyssesa Granta, późniejszego prezydenta USA. Po wojnie w 1867 Jenney przeniósł się do Chicago, gdzie założył własną pracownię architektoniczną. W tym samym roku ożenił się z Elizabeth „Lizzie” Hannah Cobb, razem mieli dwóch synów. Był członkiem American Institute of Architects. Zmarł 15 czerwca 1907 w Los Angeles. 

## Wybrane realizacje
- 1885 – The Home Insurance Building, Chicago[3]
- 1891 – Manhattan Building, Chicago[3]
- 1892 – Leiter Department Store, Chicago[3]
- 1893 – Horticultural Building, Chicago[3]
- 1894 – New York Life Insurance Building, Chicago[3]